# Kolonia Meszno
Kolonia Meszno – nieoficjalna kolonia wsi Meszno, w Polsce, w województwie lubelskim, w powiecie lubartowskim, w gminie Michów.
Miejscowość należy do sołectwa Meszno.
Miejscowość nie figuruje w spisach urzędowych w systemie TERYT; zapisano wstępnie jej nazwę własną – jak w osnowie, bez nazwy obocznej, dla współrzędnych geograficznych. Statut dla tego obiektu geograficznego to niestandaryzowana kolonia wsi Meszno.
W latach 1975–1998 miejscowość administracyjnie należała do województwa lubelskiego.